# Coleophora afrosarda
Coleophora afrosarda é uma espécie de mariposa do gênero Coleophora pertencente à família Coleophoridae.